# École Supérieure d’Audiovisuel

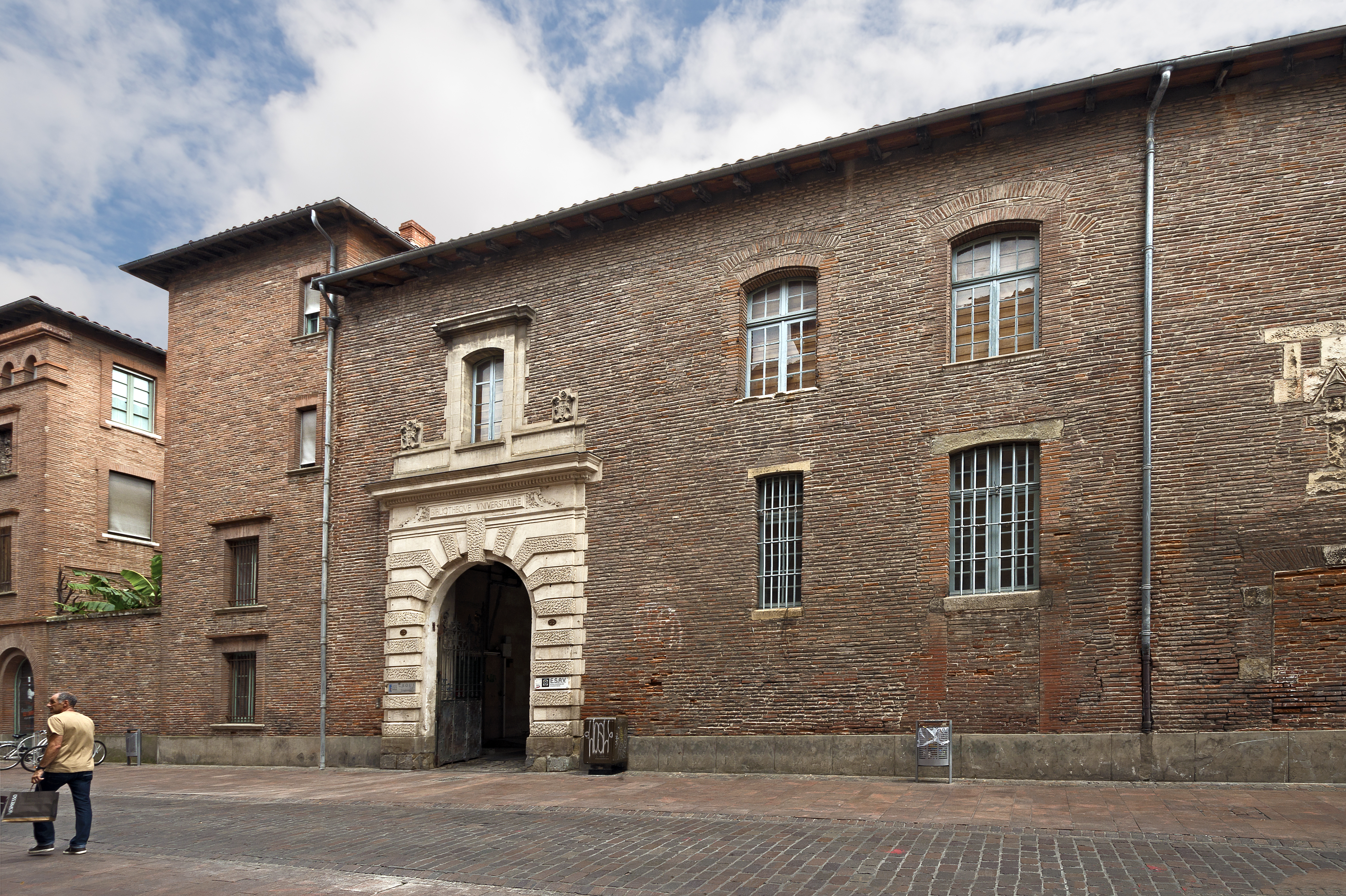
ESAV in Toulouse

Die École Supérieure d’Audiovisuel (ESAV) ist eine französische Hochschule, die im Jahr 1987 als autonomes Institut vom Verwaltungsrat der „Université de Toulouse-Le Mirail“ in Toulouse gegründet wurde.
Die ESAV ist in der universitären Ausbildung auf den Gebieten Journalismus, Radio, Fernsehen und Kino tätig.